# Pseudoconnarus subtriplinervis
Pseudoconnarus subtriplinervis är en tvåhjärtbladig växtart som först beskrevs av Ludwig Radlkofer, och fick sitt nu gällande namn av Schellenb.. Pseudoconnarus subtriplinervis ingår i släktet Pseudoconnarus och familjen Connaraceae. Inga underarter finns listade i Catalogue of Life.